# Народ (1917 – 1918)
„Народ“ (на сръбски: Народ) е сръбски всекидневен вечерен вестник, излизал в Солун, Гърция от 28 юли 1917 г. до 6 октомври 1918 г. в края на Първата световна война.
След окупацията на Сърбия от страните от Централните сили в 1915 година и изтеглянето на сръбските войски през Корфу в Солун, част от сръбския печат също се мести в македонската столица. Печата се в печатница „Аквароне“ на различни хартии и в различни формати. Издаван е от Кръста Л. Милетич. От брой №2 (1917) отговорен редактор е Драг. С. Гогич, а от брой №218 (1918) е Кръста Л. Милетич. Вестникът има югославянска ориентация. В него пише и Иво Чипико.